# سيرهي ليفتشينكو
سيرهي ليفتشينكو (بالأوكرانية: Левченко Сергій Миколайович)‏ هو لاعب كرة قدم أوكراني في مركز الهجوم، ولد في 3 يناير 1981 في كييف في أوكرانيا، وتوفي بنفس المكان في 16 يونيو 2007 بسبب حادث مرور. لعب مع ميتالوره زابورجيا.

## وصلات خارجية
- سيرهي ليفتشينكو على موقع اتحاد أوكرانيا (الإنجليزية)